# Волькенштейн, Михаил Владимирович
Михаи́л Влади́мирович Волькенште́йн (10 [23] октября 1912, Санкт-Петербург — 18 февраля 1992, Москва) — советский физикохимик и биофизик, член-корреспондент АН СССР / РАН. Лауреат Сталинской премии.
Специалист в области молекулярной спектроскопии, физики макромолекул, молекулярной биофизики. 

## Биография
Родился в интеллигентной еврейской семье. Отец — известный поэт, драматург, театральный критик и сценарист Владимир Михайлович Волькенштейн. Мать — Мария Михайловна Волькенштейн (1883—1961), преподаватель по классу фортепиано в Институте имени Гнесиных.
Окончил физический факультет МГУ (1935).
Заведовал лабораторией структуры полимеров Института высокомолекулярных соединений АН СССР, лабораторией физики биополимеров Института молекулярной биологии АН СССР, возглавлял отдел в Институте биофизики АН СССР, являлся профессором кафедры физики живых систем Московского физико-технического института. Руководитель общемосковского теоретического семинара по проблемам биофизики (1967—1991). Избран членом-корреспондентом АН СССР 1 июля 1966 года.
В 1950-е годы заложил основы применения методов статистической физики в науку о полимерах. Разработал конформационную статистику полимерных цепей, которая впервые привела к количественной теории размеров полимерных клубков и характеристик гибкости полимерных цепей. Автор теории интенсивностей в колебательных спектрах молекул; развил статистическую физику макромолекул на основе так называемой поворотно-изомерной теории; провёл теоретические и экспериментальные исследования строения и свойств молекул, полимеров и биополимеров.
С начала 1960-х занялся исследованиями в области молекулярной биологии и биофизики. Здесь он сделал значительный вклад в физику катализа белками-ферментами и фактически стал одним из основоположников биоинформатики.
Основал научные школы в области физики макромолекул и биологической физики. Сталинская премия второй степени (1950, совм. с М. А. Ельяшевичем и Б. И. Степановым) за двухтомную монографию «Колебания молекул» (1949).
В 1955 году подписал «Письмо трёхсот» против лысенковщины.
В 1960—1970 годы вместе с А. И. Китайгородским выступил с «теоретическим обоснованием» критериев лженауки, подвергшимся впоследствии критике В. И. Кузнецова. В 1975 году опубликовал «Трактат о лженауке».
Похоронен на Троекуровском кладбище.

## Семья
- Первая жена — поэтесса Надежда Давыдовна Вольпин.
- Вторая жена — Стелла Иосифовна Аленикова (1916—1992), переводчик-испанист.
  - Сын — Владимир Алеников (род. 1948), кинорежиссёр[5].
  - Дочь — Мария Михайловна Волькенштейн (род. 1953), биофизик, социолог, глава компании «Validata»[6]. Её сын Михаил Фишман — журналист-международник[7].

## Сочинения
- Колебания молекул. Т. 1‒2, — М.‒Л., 1949 (совм. с М. А. Ельяшевичем и Б. И. Степановым).
- Молекулярная оптика. — М.‒Л., 1951.
- Строение и физические свойства молекул. — М.‒Л., 1955.
- Конфигурационная статистика полимерных цепей. — М.‒Л., 1958.
- Молекулы и жизнь. Введение в молекулярную биофизику. — М.‒Л.: Наука, 1965.
- Физика ферментов. — М.: 1967.
- Молекулярная биофизика. — М.: Наука, 1974.
- Биофизика сложных систем. — М.: Наука, 1979.
- Теоретическая биофизика. — М.: Наука, 1983.
- Энтропия и информация. — М.: Наука, 1986.
- Биофизика. — 2-е изд. — М.: Наука, 1988.